# Крстиња
Крстиња је насељено место на Кордуну, у саставу општине Војнић, Карловачка жупанија, Република Хрватска.

## Географија
Налази се близу границе са БиХ.

## Историја
Код села се налазе рушевине истоимене тврђаве, гдје је пребивало племе Ладиховића. Од 1572. у тврђави је боравила посада Војне крајине, а од 1585. до 1699. је под турском влашћу. У селу постоји храм Ваведења Пресвете Богородице, подигнут 1770, који је спаљен у Другом свјетском рату. Насеље је разорено током распада Југославије.
Црква у Великој Кладуши служила је једно време за затвор Срба. Тако су усташе једном дотерале у цркву око 40 Срба са женама и децом из села Крстиња, срез Војнић ту су их мучили 4 дана, па их одатле одвели у село Мехино Стијење и побили.
Крстиња се од распада Југославије до августа 1995. године налазила у Републици Српској Крајини.

## Становништво
Према подацима из априла 2012. у насељу живи 17 људи.
Крстиња је према попису из 2011. године имала 82 становника.
| Националност       | 2001.       | 1991.        | 1981.        | 1971.        | 1961.        |
| Срби               | 93 (93,93%) | 157 (94,57%) | 144 (81,35%) | 207 (91,59%) | 287 (91,69%) |
| Хрвати             | 5 (5,05%)   | 2 (1,20%)    | 8 (4,51%)    | 9 (3,98%)    | 22 (7,02%)   |
| Југословени        |             |              | 25 (14,12%)  | 8 (3,53%)    |              |
| остали и непознато | 1 (1,01%)   | 7 (4,21%)    |              | 2 (0,88%)    | 4 (1,27%)    |
| Укупно             | 99          | 166          | 177          | 226          | 313          |

| Демографија | Демографија | Демографија |
| Година      | Становника  | Становника  |
| ----------- | ----------- | ----------- |
| 1857.       | 225         |             |
| 1869.       | 299         |             |
| 1880.       | 328         |             |
| 1890.       | 371         |             |
| 1900.       | 389         |             |
| 1910.       | 413         |             |
| 1921.       | 387         |             |
| 1931.       | 400         |             |
| 1948.       | 306         |             |
| 1953.       | 337         |             |
| 1961.       | 313         |             |
| 1971.       | 226         |             |
| 1981.       | 177         |             |
| 1991.       | 166         |             |
| 2001.       | 99          |             |
| 2011.       |             | 82          |

### Презимена
- Берић, Срби
- Бунчић, Срби
- Вулетић, Срби
- Јузбаша, Срби
- Мартиновић, Срби
- Момчиловић, Срби
- Павић, Срби
- Рашић, Срби
- Хркман, Срби
- Шпановић, Срби[1]